# Osvaldo Nardiello
Osvaldo Nadiello (Rosario, 31 luglio 1936 – 26 maggio 2020) è stato un calciatore argentino, di ruolo centrocampista.

## Carriera

### Club
Ha trascorso l'intera carriera in club argentini.

### Nazionale
Ha disputato undici incontri per la Nazionale argentina tra il 1959 e il 1962.